# Los 600 de Latinoamérica
Los 600 de Latinoamérica. 600 discos 1920-2022 (Os 600 da América Latina. 600 Álbuns 1920–2022) é uma lista de 600 álbuns de música da América Latina, compilada por um grupo de jornalistas e comunicadores musicais da região, e inclui músicas de todos os países, épocas e gêneros de música gravada, para celebrar a identidade latina, de acordo com a introdução do projeto. A lista, criada como uma iniciativa independente, foi publicada no site do projeto de abril de 2024 a julho de 2024.

## Recepção
Folha de Pernambuco diz: “Sabendo dos riscos de se fixar obras artísticas em um ranking, um grupo formado por cinco comunicadores e jornalistas de diferentes partes da América Latina se propôs há pouco mais de três anos a titânica tarefa de percorrer uma quilométrica lista de álbuns que poderiam funcionar como um panorama sonoro da riqueza musical de toda a região.”. O crítico musical Irlam Rocha Lima diz: “Acredito que aos responsáveis pela seleção passaram despercebidos álbuns importantíssimos, como os de Dorival Caymmi, Roberto Carlos, Dolores Duran, Elizeth Cardoso, Elis Regina, Gal Costa, Elza Soares, Maria Bethânia, Rita Lee e Marisa Monte. Nenhum deles ocupa as primeiras colocações.”. O diário A União diz: “E como toda lista, ela é curiosa, injusta (a depender de quem se depara com uma lista dessas) e importantíssima para mergulharmos mais profundamente em um tipo de música que é, ao mesmo tempo, tão perto e tão longe de todos nós, brasileiros: as canções dos nossos hermanos!”.

## Links
- Sitio web de Los 600 de Latinoamérica.

1. ↑  Mercado, José Luis (23 de março de 2024). «Introducción a los 600 discos de Latinoamérica». Los 600 de Latinoamérica (em espanhol). Consultado em 6 de agosto de 2024
2. ↑  Retamal, Felipe (26 de julho de 2024). «Los 600 discos de Latinoamérica: cómo se hizo la lista que festeja a un continente». La Tercera. Consultado em 6 de agosto de 2024
3. ↑  {{Cita web[ Folha de Pernambuco|url=https://www.folhape.com.br/cultura/de-chico-buarque-a-buena-vista-ranking-reune-600-discos-mais/355800/%7Ctítulo=De Chico Buarque a Buena Vista, ranking reúne 600 discos mais importantes da música latino-americana|fechaacceso=2024-07-29|fecha=2024-07-16|sitioweb=[[ Folha de Pernambuco }}
4. ↑  {{Cita web|ultimo=Correio Braziliense||url=https://www.correiobraziliense.com.br/opiniao/2024/08/6928336-riqueza-sonora.html%7Ctítulo=Riqueza Sonora|fechaacceso=2024-07-29|fecha=2024-07-16|sitioweb=[[ Correio Braziliense }}
5. ↑  {{Cita web|ultimo=A União|url=https://auniao.pb.gov.br/noticias/colunistas/andre-cananea/100-anos-de-musica-latino-americana%7Ctítulo=100 anos de música latino-americana|fechaacceso=2024-09-09|fecha=2024-09-09|sitioweb=[[ A União }}